# Либаи, Давид
Дави́д Либаи́ (ивр. דוד ליבאי‎; 22 октября 1934, Тель-Авив, Подмандатная Палестина — 24 декабря 2023) — израильский юрист и государственный деятель. Занимал посты министра юстиции и внутренних дел Израиля. Главный помощник государственного прокурора.

## Биография
Родился 22 октября в 1934 года, в городе Тель-Авив. Он учился в средней школе Ирони Алеф и изучал право в Еврейском университете по программе академического резерва Армии обороны Израиля. Он получил степень магистра в Институте криминологии и уголовного права Тель-Авивского университета (где он работал деканом) и докторскую степень на юридическом факультете Чикагского университета. Он занимал должность заместителя главного военного прокурора и был уволен в звании майора.
Либаи был женат и являлся отцом Дэниела и Дафны.
Умер 24 декабря 2023 года в возрасте 89 лет.

## Политическая и общественная карьера
Либаи начал свою профессиональную карьеру в команде министра юстиции Пинхаса Розена, возглавляя отдел амнистии и являясь представителем министерства. В 1960 году получил диплом юриста. Он был назначен главным помощником генерального прокурора Колина Гиллона и главным прокурором дисциплинарного суда государственных служащих.
В 1964 году он открыл частную адвокатскую контору. В 1977 году он стал председателем конституционного комитета партии Авода. С 1983 по 1985 год он был главой Коллегии адвокатов Израиля. Он также был членом Национальной комиссии по расследованию условий содержания в тюрьмах, членом Совета прессы и председателем Ассоциации парламентской дружбы Израиля и Великобритании. Он был доцентом Тель-Авивского университета и Междисциплинарного центра Герцлии.
В 1984 году он был избран депутатом Кнессета одиннадцатого созыва от партии Маарах. В Кнессетах одиннадцатого и двенадцатого созывов он был председателем Комитета государственного контроля и членом Палаты представителей, Комитета по конституции и закону и правосудию (членом которого он также был в Кнессете четырнадцатого созыва). Во время его пребывания в должности Комитет государственного контроля назначил комиссию Бейски для расследования банковского кризиса акций 1983 года.
После того, как он был избран в Кнессет тринадцатого созыва от партии Авода, премьер-министр Ицхак Рабин назначил его министром юстиции. Он также занимал эту должность при Шимоне Пересе после убийства И. Рабина. В течение короткого периода в 1995 году он также был министром внутренних дел. В качестве министра юстиции он инициировал создание трёх национальных комиссий по расследованию: по делу резни в Пещере Патриархов в 1994 году, по делу йеменских детей и по убийству Рабина. Он ушёл из Кнессета в 1996 году.

## Частная юридическая практика
В 1997 году его наняли для защиты Сэмюэля Шейнбейна, американца израильского происхождения, который бежал из Соединённых Штатов и попросил израильское гражданство после совершения убийства. Он успешно убедил Верховный суд Израиля в том, что Шейнбейн имеет право на защиту израильского гражданства и, следовательно, не может быть экстрадирован в Соединённые Штаты. После решения Верховного суда в феврале 1999 года Либай заявил: «Наш Верховный суд ещё раз доказал, что он независим и не поддался политическому давлению со стороны Соединённых Штатов», прежде чем добавить, что израильские законы об экстрадиции ошибочны и в них необходимо внести поправки.
В 2006 году он представлял интересы бывшего генерального директора Comverse Technology Коби Александра. Он также представлял интересы бывшего президента Израиля Моше Кацава по обвинению в изнасиловании, но позже ушёл с поста его адвоката, заявив, что взялся за это дело только тогда, когда считал, что это было попыткой шантажа.

## Награды и признание
Он является лауреатом премии Пинхаса Розена за свои юридические исследования. В 2005 году получил награду по этике от министра юстиции Ципи Ливни.

## Публикации
- Libai, David. Imprisonment Law :  [иврит]. — Jerusalem : Shocken, 1978.